# Tom Courtenay
Sir Thomas Daniel Courtenay (/kɔːrtni/; født 25. februar 1937) er en engelsk teater- og filmskuespiller.
Siden midten af 1960'erne har Courtenay været mest berømt for sit arbejde i teater. Han blev slået til ridder i februar 2001 efter fyrre års tjeneste for britisk film og teater. I 1999 blev han udnævnt til æresdoktor ved Hull University. Courtenay studerede drama og teater på Royal Academy of Dramatic Art (RADA) i London. Han debuterede som professionel skuespiller i 1960 med teatergruppen Old Vic fra Lyceum, Edinburgh. Han spillede på Cambridge Theatre i 1961. I 1963 ville han hellere spille den samme hovedrolle i filmatiseringen instrueret af John Schlesinger.
Courtenay debuterede i 1962 med en rolle i Private Potter, instrueret af den finskfødte instruktør Caspar Wrede, der først havde opdaget Courtenay mens han studerede på RADA i London. Han spillede i flere kritikkerroste film og forestillinger, og i 1962 blev han tildelt en BAFTA Award i kategorien Most Promising Newcomer, og i 1963 blev han tildelt BAFTA Award for Best Actor.
Courtenay rolle som den dedikerede revolutionære leder Pasha Antipov i filmen Doktor Zhivago fra 1965 blev han nomineret til en Oscar for bedste mandlige birolle. Blandt hans andre mere berømte film i denne tid er For konge og fædreland, instrueret af Joseph Losey, hvor han spillede overfor Dirk Bogarde.
I 2007 spillede Courtenay i de to film Flood, en episk katastrofefilm, hvor London blev oversvømmet på grund af en kraftig oversvømmelse, og han spillede i The Golden Compass, en filmatisering af Philip Pullmans roman, hvor han spillede Farder Coram. I 2008 optrådte han i BBCs tilpasning af Little Dorrit, oprindeligt skrevet af Charles Dickens.

## Privatliv
Courtenay var gift med skuespilleren Cheryl Kennedy fra 1973 til 1982. I 1988 giftede han sig med sin anden kone, Isabel Crossley, der oprindeligt arbejdede på British Royal Exchange Theatre. Ægteparret ejer boliger i både Manchester og Putney, London.
I 2000 blev Courtenays memoarer Dear Tom: Letters From Home offentliggjort med god kritik fra publikum. Denne publikation omfatter i vid udstrækning et udvalg af korrespondancer mellem Courtenay og sin mor, der minder om sine egne minder om livet i sin tid som skuespillestuderende i London i begyndelsen af 1960'erne.